# Islamisk socialisme
Islamisk socialisme er et begreb, der er blevet brugt af en række muslimske politiske ledere til at beskrive en spirituel form for socialisme. Muslimske socialister tror på at læren fra Koranen og Muhammad — især læren om zakat — er kompatibel med principperne om økonomisk og social lighed. De henter inspiration fra den tidlige velfærdsstat i Medina, der blev etableret af Muhammad. Muslimske socialister fandt oprindeligt deres rødder i anti-imperialisme.
| Islam | Spire Denne islamartikel er en spire som bør udbygges. Du er velkommen til at hjælpe Wikipedia ved at udvide den. |